# Sonnenfinsternis vom 13. November 1993
Die partielle Sonnenfinsternis vom 13. November 1993 war in Südostaustralien und Neuseeland, in Patagonien und in der Antarktis zu beobachten. In Südaustralien konnte der volle Verlauf der Finsternis nicht beobachtet werden, weil die Sonne erst während der Finsternis aufging. Ebenso in Patagonien, wo die Sonne teilverfinstert unterging. Hohe Bedeckungsgrade von über 50 % wurden nur im unbewohnten Südpolargebiet erreicht.	